# Музей Поддубного
Музей Поддубного — музей в городе Ейск Краснодарского края России, посвящённый жизни и деятельности профессионального борца, Заслуженного мастера спорта СССР, Заслуженного артиста РСФСР Ивана Максимовича Поддубного (1871—1949).

## История
С городом Ейском у И. М. Поддубного было многое связано в жизни. В 1927 году он купил здесь кирпичный дом (ул. Сенная д. 10). Жил здесь со второй женой, Марией Семеновной Машошиной и внуком Романом. В 1941 году вышел на пенсию, выступал с воспоминаниями в местном театре, перед школьниками, лечился в местном санатории. В годы Великой Отечественной войны остался жить в оккупированном городе, работал маркером в местной бильярдной. После войны Ейский горисполком выдавал ему талоны на питание в столовой.
В 1947 году, после падения и перелома бедра был прикованным к постели. Передвигался на костылях. Скончался И. М. Поддубный в 1949 году. Похоронен в городском Загороднем парке. В 1965 году парку, согласно решению Ейского горисполкома было присвоено имя И. М. Поддубного.
В 1955 году на могиле Ивана Максимовича был открыт памятник из чёрного мрамора. На его лицевой части выполнен фотопортрет Поддубного с лентой чемпиона и надпись «Заслуженный артист РСФСР, неоднократный чемпион мира И. М. Поддубный. 1871—1949».
В 1971 году неподалёку от могилы спортсмена, к его 100-летию со дня его рождения, был открыт Мемориальный музей Поддубного. Музей расположен в здании с колоннами и треугольным портиком. В цокольном этаже здания расположен спортивный зал борьбы местной Детской юношеской школы. Ежегодно в городе проходят Всероссийские турниры по Греко-римской борьбе, посвящённые памяти И. М. Поддубного.

## Экспозиция
Экспозиция музея оформлена в виде цирка «Шапито». В центре круглой экспозиции на возвышении находятся чугунные гири, штанга весом в 75 кг, тренеровочный брус металлический в 19,5 кг. На круглых стендах представлены материалы из его жизни. Среди них афиши с выступлениями Поддубного, фотографии, его широкий халат, тренировочный костюм, личные вещи.
Среди экспонатов — скрученные спортсменом толстые стальные гвозди, разорванные цепи, переломанные надвое подковы. Эти экспонаты подтверждают физическую силу спортсмена. Здесь представлен оригинал Ордена Трудового Красного знамени борца. С ним Ивана Максимович разгуливал в годы немецкой оккупации перед немцами.
В музее также представлен типичный интерьер украинской хаты, в окружении которого провёл детство Поддубный, обстановка комнаты в его доме в Ейске.
Всего в музее собрано около 2000 экспонатов. Поблизости от музея находится место захоронения Поддубного и памятник спортсмену в виде его выступления на круглой арене цирка. В Ростове-на-Дону проживает семья наследников Ивана Максимовича Поддубного правнучка и праправнук знаменитого борца.

## Галерея

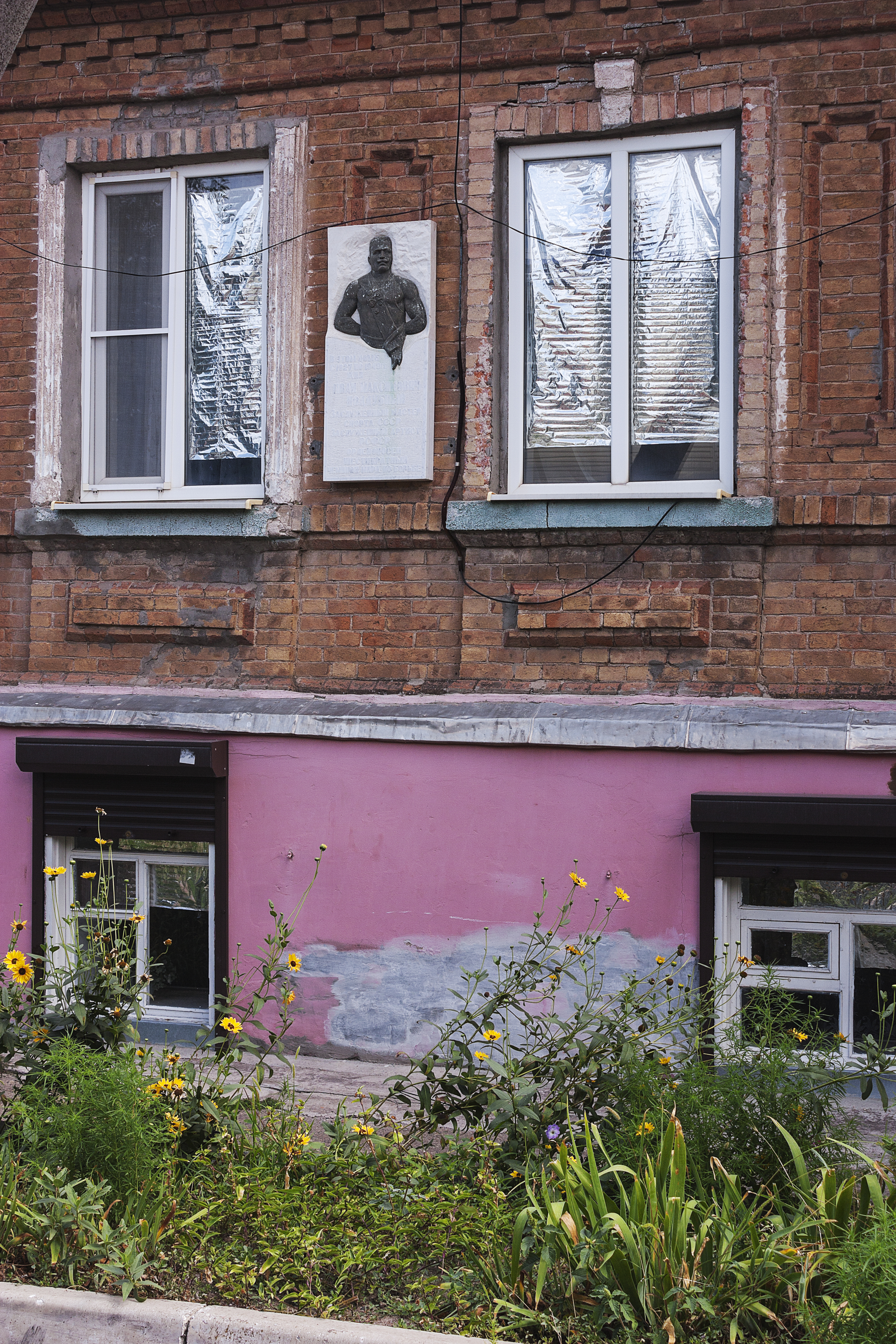
Дом в Ейске, где проживал Поддубный И. М.
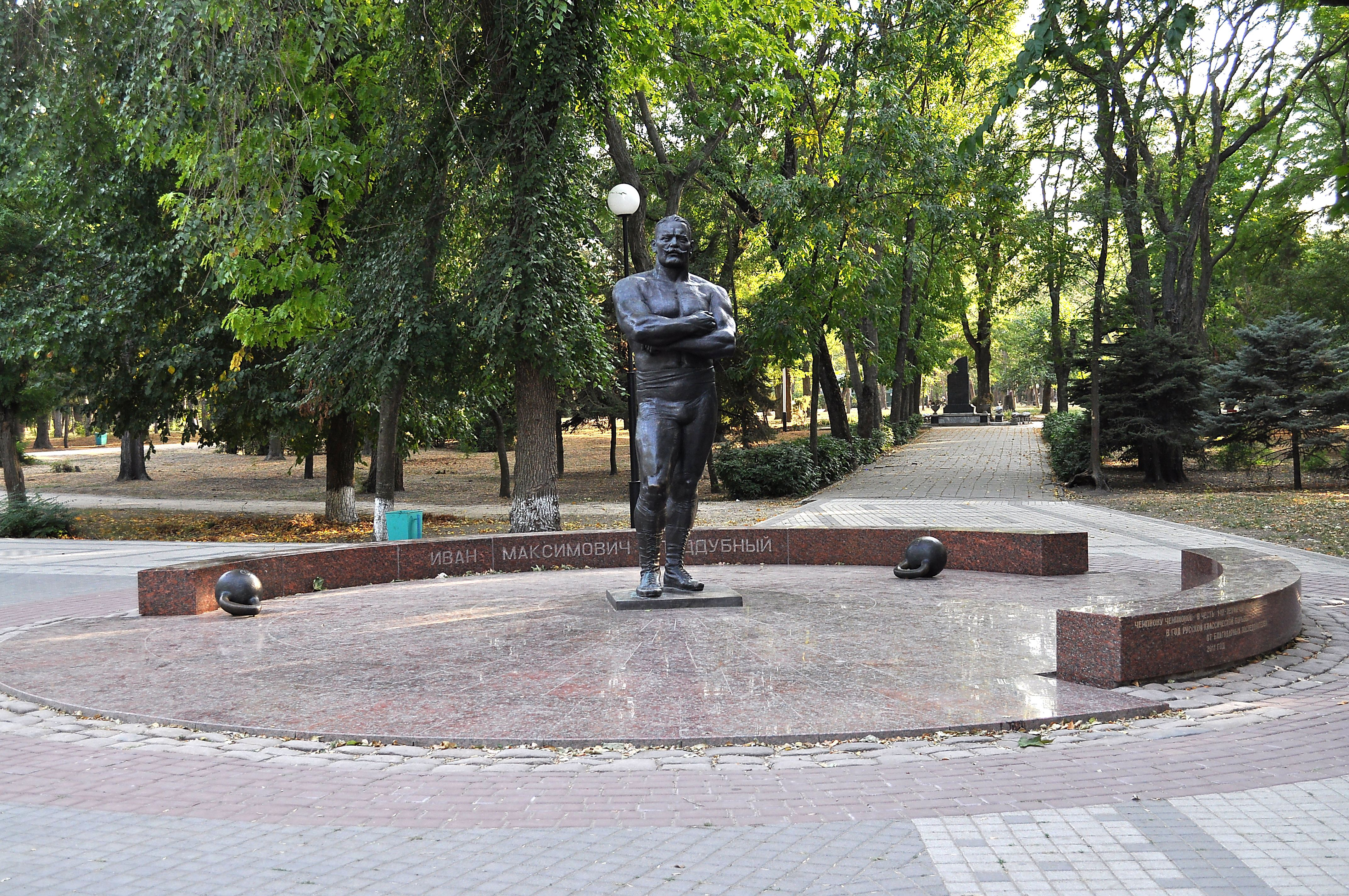
Могила Поддубного И. М. в Ейске
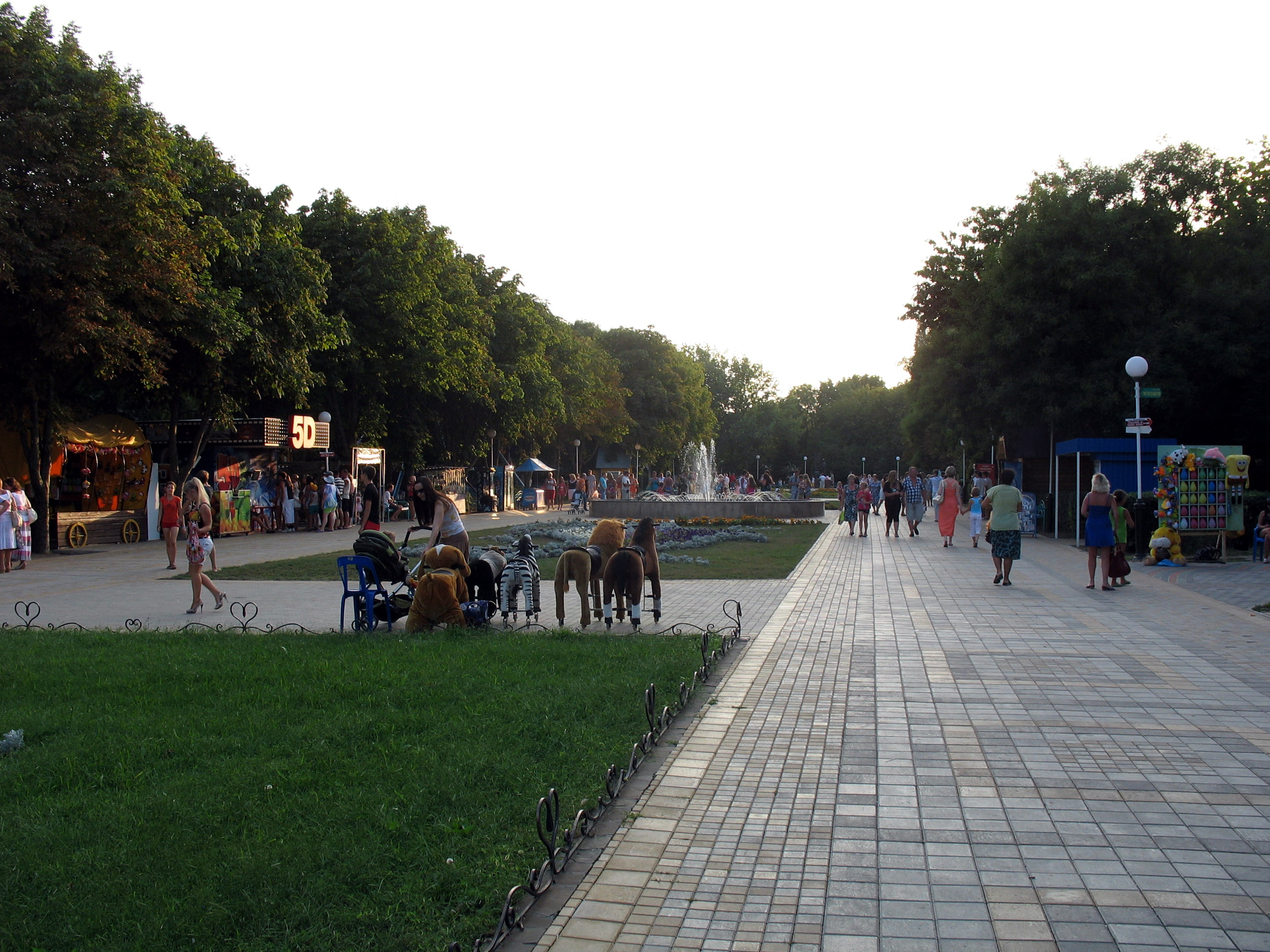
Парк Поддубного
Бюст Ивана Поддубного в городе Ейске